# Celina Sinden
Celina Sinden (Londra, 31 luglio 1987) è un'attrice britannica, nota per il ruolo di Greer Castleroy nella serie televisiva Reign.

## Biografia
Dopo aver lavorato per alcuni anni come modella, ha studiato alla Guildhall School of Music end Drama. Terminati gli studi, ha interpretato il ruolo di Greer Castleroy nella serie televisiva Reign.
Nel 2019 ha preso parte al film The Outpost, diretto da Rod Lurie.
La Sinden è una dei protagonisti principali insieme a Rossif Sutherland e Aaron Ashmore nel film horror canadese The Retreat, uscito nel maggio 2021.
Nel 2023 recita nel suo primo ruolo da protagonista nel film per la televisione Bad Behind Bars: Jodi Arias, tratto dalla storia vera di Jodi Arias, accusata di aver ucciso il suo ex fidanzato Travis Alexander nel giugno del 2008.

## Vita privata
È sposata con l'attore canadese Rossif Sutherland, conosciuto durante le riprese di Reign, con cui ha avuto un figlio.

## Filmografia

### Cinema
- My Neighbor's Dog, regia di Thomas Waterhouse (2010) - cortometraggio
- The Outpost, regia di Rod Lurie (2020)
- The Retreat, regia di Pat Mills (2021)
- Breaking Point, regia di Dania Pasquini e Max Giwa (2023)

### Televisione
- Reign – serie TV, 78 episodi (2013-2017)
- Bad Behind Bars: Jodi Arias, regia di Rama Rau – film TV (2023)

## Doppiatrici italiane
- Gaia Bolognesi in Reign